# 전경환
전경환(全敬煥, 1942년 10월 20일~2021년 10월 21일)은 대한민국의 군인, 정치인, 경제인, 시민사회기관단체인, 언론기업인 출신이며 전두환 전직 대통령의 동생이다.
본관은 완산(完山)이다. 1965년 육군 소위로 임관된 육군 갑종사관 출신이며 1968년 육군 중위로 예편하였다. 유신 정권 말기에 대통령 경호실 경호 제5계장을 지낸 바 있다.
아버지 전상우(농업인 출신)와 어머니 김점문 여사의 6남 4녀 중 여섯째아들이자 막내로 1942년 10월 20일 경상남도 합천의 친가친척 집에서 출생하여 지난날 한때 경상북도 달성에서 잠시 유아기를 보낸 적이 있는 그는 그 후 본가가 있는 경상북도 대구에서 성장하였다. 첫째형 전열환과 둘째형 전규곤은 모두 어려서 요사하였고 다섯째형 전석환은 젊었을 때 요절하였다. 셋째형 전기환, 넷째형 전두환이 성년 때까지 생존하였다. 넷째형 전두환은  대한민국 제11대·12대 대통령을 역임하였고, 자신은 제5공화국 기간 중 시민사회단체 활동을 할 때 수수한 이권청탁 혐의로 수감되기도 하였다.

## 학력
- 1961년 능인고등학교 졸업
- 1963년 대한유도학교 전문학사
- 1965년 청구대학교 국어국문학과 학사
- 1966년 대한민국 육군보병학교 졸업
- 1967년 대한민국 육군고급부관학교 졸업
- 1973년 영남대학교 대학원 경제학과 경제학 석사
- 1975년 밴더빌트 피바디 대학교 경영대학원 경영학 석사(MBA)
- 1977년 고려대학교 대학원 사회학과 사회과학 석사
- 1986년 하버드 케네디 스쿨 행정학 석사 과정 수료

## 경력
- 1965년 육군 갑종사관 소위 임관
- 1966년 8월~1967년 1월 베트남 전쟁 참전
- 1968년 육군 중위 예편
- 1977년 3월~1981년 8월 대통령 경호실 경호 제5계장
- 1981년 8월~1981년 9월 대통령 경호실 경호 제2계장
- 1981년 10월~1981년 11월 민주정의당 중앙상임위원 겸 당무위원
- 1981년 12월~1985년 12월 새마을운동협회 중앙본부 사무총장
- 1985년 12월~1987년 2월 새마을운동협회 중앙본부 회장
- 1987년 2월~1988년 4월 새마을운동협회 중앙본부 명예회장 겸 명예총재
- 1988년 73억6천만원의 횡령, 새마을신문사의 10억원 탈세, 4억1700만원의 이권 개입 등 7가지 죄목으로 기소되었다.
- 1989년 5월 징역 7년·벌금 22억원·추징금 9억의 형이 대법원에서 확정되었다.
- 1991년 6월 서울 영등포교도소에서 가석방되었다.
- 1992년 1월 사면복권되었다.
- 1994년 2월~1994년 11월 경상매일신문 명예회장
- 2004년 11월 사기 혐의로 검찰에 고소되었다.
- 2005년 2월 25일 부로 기소 중지 상태이다.

## 가족 관계
|                  |                  |                  |                  |                  |                  |  |  |  |  |                       |                       |                       |                       |                       |                       |  |  |  |  | 전상우 (全相禹) 1893~1967 | 전상우 (全相禹) 1893~1967 | 전상우 (全相禹) 1893~1967 | 전상우 (全相禹) 1893~1967 | 전상우 (全相禹) 1893~1967 | 전상우 (全相禹) 1893~1967 |  |  | 김점문 (金點文) 1898~1978 | 김점문 (金點文) 1898~1978 | 김점문 (金點文) 1898~1978 | 김점문 (金點文) 1898~1978 | 김점문 (金點文) 1898~1978 | 김점문 (金點文) 1898~1978 |                           |                           |  |  |                       |                       |                       |                       |                       |                       |  |  |  |  |                           |                           |                           |                           |                           |                           |
|                  |                  |                  |                  |                  |                  |  |  |  |  |                       |                       |                       |                       |                       |                       |  |  |  |  | 전상우 (全相禹) 1893~1967 | 전상우 (全相禹) 1893~1967 | 전상우 (全相禹) 1893~1967 | 전상우 (全相禹) 1893~1967 | 전상우 (全相禹) 1893~1967 | 전상우 (全相禹) 1893~1967 |  |  | 김점문 (金點文) 1898~1978 | 김점문 (金點文) 1898~1978 | 김점문 (金點文) 1898~1978 | 김점문 (金點文) 1898~1978 | 김점문 (金點文) 1898~1978 | 김점문 (金點文) 1898~1978 |                           |                           |  |  |                       |                       |                       |                       |                       |                       |  |  |  |  |                           |                           |                           |                           |                           |                           |
|                  |                  |                  |                  |                  |                  |  |  |  |  |                       |                       |                       |                       |                       |                       |  |  |  |  |                           |                           |                           |                           |                           |                           |  |  |                           |                           |                           |                           |                           |                           |                           |                           |  |  |                       |                       |                       |                       |                       |                       |  |  |  |  |                           |                           |                           |                           |                           |                           |
|                  |                  |                  |                  |                  |                  |  |  |  |  |                       |                       |                       |                       |                       |                       |  |  |  |  |                           |                           |                           |                           |                           |                           |  |  |                           |                           |                           |                           |                           |                           |                           |                           |  |  |                       |                       |                       |                       |                       |                       |  |  |  |  |                           |                           |                           |                           |                           |                           |
| 전열환 1915~1925 | 전열환 1915~1925 | 전열환 1915~1925 | 전열환 1915~1925 | 전열환 1915~1925 | 전열환 1915~1925 |  |  |  |  | 전규곤 1916~1916      | 전규곤 1916~1916      | 전규곤 1916~1916      | 전규곤 1916~1916      | 전규곤 1916~1916      | 전규곤 1916~1916      |  |  |  |  | 전기환 (全基煥) 1929~2019 | 전기환 (全基煥) 1929~2019 | 전기환 (全基煥) 1929~2019 | 전기환 (全基煥) 1929~2019 | 전기환 (全基煥) 1929~2019 | 전기환 (全基煥) 1929~2019 |  |  |                           |                           | 전두환 (全斗煥) 1931~2021 | 전두환 (全斗煥) 1931~2021 | 전두환 (全斗煥) 1931~2021 | 전두환 (全斗煥) 1931~2021 | 전두환 (全斗煥) 1931~2021 | 전두환 (全斗煥) 1931~2021 |  |  | 이순자 (李順子) 1939~ | 이순자 (李順子) 1939~ | 이순자 (李順子) 1939~ | 이순자 (李順子) 1939~ | 이순자 (李順子) 1939~ | 이순자 (李順子) 1939~ |  |  |  |  | 전경환 (全敬煥) 1942~2021 | 전경환 (全敬煥) 1942~2021 | 전경환 (全敬煥) 1942~2021 | 전경환 (全敬煥) 1942~2021 | 전경환 (全敬煥) 1942~2021 | 전경환 (全敬煥) 1942~2021 |
| 전열환 1915~1925 | 전열환 1915~1925 | 전열환 1915~1925 | 전열환 1915~1925 | 전열환 1915~1925 | 전열환 1915~1925 |  |  |  |  | 전규곤 1916~1916      | 전규곤 1916~1916      | 전규곤 1916~1916      | 전규곤 1916~1916      | 전규곤 1916~1916      | 전규곤 1916~1916      |  |  |  |  | 전기환 (全基煥) 1929~2019 | 전기환 (全基煥) 1929~2019 | 전기환 (全基煥) 1929~2019 | 전기환 (全基煥) 1929~2019 | 전기환 (全基煥) 1929~2019 | 전기환 (全基煥) 1929~2019 |  |  |                           |                           | 전두환 (全斗煥) 1931~2021 | 전두환 (全斗煥) 1931~2021 | 전두환 (全斗煥) 1931~2021 | 전두환 (全斗煥) 1931~2021 | 전두환 (全斗煥) 1931~2021 | 전두환 (全斗煥) 1931~2021 |  |  | 이순자 (李順子) 1939~ | 이순자 (李順子) 1939~ | 이순자 (李順子) 1939~ | 이순자 (李順子) 1939~ | 이순자 (李順子) 1939~ | 이순자 (李順子) 1939~ |  |  |  |  | 전경환 (全敬煥) 1942~2021 | 전경환 (全敬煥) 1942~2021 | 전경환 (全敬煥) 1942~2021 | 전경환 (全敬煥) 1942~2021 | 전경환 (全敬煥) 1942~2021 | 전경환 (全敬煥) 1942~2021 |
|                  |                  |                  |                  |                  |                  |  |  |  |  |                       |                       |                       |                       |                       |                       |  |  |  |  |                           |                           |                           |                           |                           |                           |  |  |                           |                           |                           |                           |                           |                           |                           |                           |  |  |                       |                       |                       |                       |                       |                       |  |  |  |  |                           |                           |                           |                           |                           |                           |
|                  |                  |                  |                  |                  |                  |  |  |  |  |                       |                       |                       |                       |                       |                       |  |  |  |  |                           |                           |                           |                           |                           |                           |  |  |                           |                           |                           |                           |                           |                           |                           |                           |  |  |                       |                       |                       |                       |                       |                       |  |  |  |  |                           |                           |                           |                           |                           |                           |
|                  |                  |                  |                  |                  |                  |  |  |  |  | 전재국 (全宰國) 1959~ | 전재국 (全宰國) 1959~ | 전재국 (全宰國) 1959~ | 전재국 (全宰國) 1959~ | 전재국 (全宰國) 1959~ | 전재국 (全宰國) 1959~ |  |  |  |  | 전재용 (全在庸) 1964~     | 전재용 (全在庸) 1964~     | 전재용 (全在庸) 1964~     | 전재용 (全在庸) 1964~     | 전재용 (全在庸) 1964~     | 전재용 (全在庸) 1964~     |  |  | 박상아 (朴相兒) 1972~     | 박상아 (朴相兒) 1972~     | 박상아 (朴相兒) 1972~     | 박상아 (朴相兒) 1972~     | 박상아 (朴相兒) 1972~     | 박상아 (朴相兒) 1972~     |                           |                           |  |  | 전재만 (全在晩) 1971~ | 전재만 (全在晩) 1971~ | 전재만 (全在晩) 1971~ | 전재만 (全在晩) 1971~ | 전재만 (全在晩) 1971~ | 전재만 (全在晩) 1971~ |  |  |  |  | 전효선 (全孝善) 1962~     | 전효선 (全孝善) 1962~     | 전효선 (全孝善) 1962~     | 전효선 (全孝善) 1962~     | 전효선 (全孝善) 1962~     | 전효선 (全孝善) 1962~     |
|                  |                  |                  |                  |                  |                  |  |  |  |  | 전재국 (全宰國) 1959~ | 전재국 (全宰國) 1959~ | 전재국 (全宰國) 1959~ | 전재국 (全宰國) 1959~ | 전재국 (全宰國) 1959~ | 전재국 (全宰國) 1959~ |  |  |  |  | 전재용 (全在庸) 1964~     | 전재용 (全在庸) 1964~     | 전재용 (全在庸) 1964~     | 전재용 (全在庸) 1964~     | 전재용 (全在庸) 1964~     | 전재용 (全在庸) 1964~     |  |  | 박상아 (朴相兒) 1972~     | 박상아 (朴相兒) 1972~     | 박상아 (朴相兒) 1972~     | 박상아 (朴相兒) 1972~     | 박상아 (朴相兒) 1972~     | 박상아 (朴相兒) 1972~     |                           |                           |  |  | 전재만 (全在晩) 1971~ | 전재만 (全在晩) 1971~ | 전재만 (全在晩) 1971~ | 전재만 (全在晩) 1971~ | 전재만 (全在晩) 1971~ | 전재만 (全在晩) 1971~ |  |  |  |  | 전효선 (全孝善) 1962~     | 전효선 (全孝善) 1962~     | 전효선 (全孝善) 1962~     | 전효선 (全孝善) 1962~     | 전효선 (全孝善) 1962~     | 전효선 (全孝善) 1962~     |

### 형제
- 전열환(첫째형)
- 전규곤[1](둘째형)
- 전홍렬(첫째누나)
- 전명렬(둘째누나)
- 전선학(셋째누나)
- 전기환(셋째형)
- 전두환(넷째형)
- 전점학(넷째누나)
- 전석환([2]다섯째형)

### 친인척
- 최수자(셋째형수)
- 전용희(친조카딸)
- 전승규(친조카)
- 전지혜(조카손녀)
- 전종규(친조카)
- 이순자(넷째형수)
- 전재국(친조카)
- 정도경(친조카며느리)
- 전수현(조카손녀)
- 전우석(조카손자)
- 전재용(친조카)
- 박상아(친조카며느리)
- 전우성(조카손자)
- 전우원(조카손자)
- 전혜현(조카손녀)
- 전가현(조카손녀)
- 전재만(친조카)
- 전우진(조카손자)
- 전지현(조카손녀)
- 전아현(조카손녀)
- 이윤혜(친조카며느리)
- 전효선(친조카딸)
- 전상기(백부)
- 전순환(사촌 형)
- 전창환(사촌 형)
- 전석규(오촌조카아들)
- 전승규(오촌조카아들)
- 전응규(오촌조카아들)
- 전재환(사촌 형)
- 전상희(숙부)
- 전우환(사촌 형)

## 같이 보기
- 전두환
- 전기환
- 장영자
- 김홍업
- 노건평

1. ↑  1916년생으로 옆집 처녀의 등에 엎혀있다 그 처녀의 실수로 전규곤을 떨어트려 뇌진탕으로 사망했다.
2. ↑  1937년생.20대에 요절